# 鼻骨
鼻骨（びこつ、英名：nasal bone 、羅名：os nasale）は、頭蓋骨にある皮骨性由来の骨である。
ヒトの鼻骨は鼻腔を上前方から覆う骨で、左右に1対あり、眉間の直下に位置する。上部は狭くて厚く、下部は広くて薄い。他の骨同様に、鼻骨の長径や横径、彎曲度にも個人差がある。

## 鼻骨骨折
鼻骨骨折（英：fracture of the nose、独：Nasenfraktur）は鼻骨に限る場合もあるが、一般には外鼻錐体に生じる骨折をいう。重症度に応じて3つに分類される。
- class I - 鼻骨と鼻中隔のみの損傷で軽度である。
- class II - 鼻骨と鼻中隔の他に、周辺の骨の骨折があり、粉砕骨折となっている。
- class III - 眼窩壁など、他の部位に大規模な骨折を合併している。

外鼻の形態により斜鼻型、鞍鼻型などの表現も使われる。
外傷後2週間以内であれば非観血的に整復することが可能だが、陳旧性となったものでは観血的整復が必要となる。

## 鼻中隔彎曲症

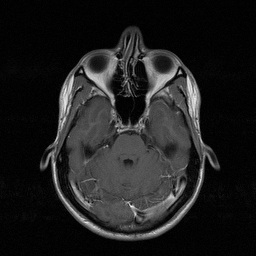
鼻中隔彎曲症 （MRI）

成人の鼻中隔は80%から90%に多少の彎曲が見られるが、高度彎曲で鼻閉塞などの症状がある時には病的な彎曲症と診断される。これが鼻中隔彎曲症（英：deflected septum, septal deviation、独：Septumdeviation）で、鼻中隔奇形 septal deformity も含まれる。彎曲のタイプはC型やS型などに分かれ、突出部の形状によっては棘 spina、櫛 crista などと表す。原因としては頭蓋の発育過程での歪みがこの部位に生理的彎曲を起こすとされるが、顔面外傷や鼻骨骨折後にも起こる。症状として鼻閉塞と、それを起因とする諸障害（鼻部不快感、呼気時異音、口呼吸依存、不眠など）の他、頭重感、嗅覚障害、反復性鼻血などが現れ、鼻腔内気流の異常や通気障害により、慢性鼻炎や慢性副鼻腔炎などを併発することが多い。治療に際しては、手術的に彎曲部の軟骨を除去する鼻中隔矯正手術 plastic reconstruction of the septum という術式がある。これは粘膜下に両側軟骨面を剥離し、Ballenger 回旋刀で窓状に切除するものである。近年は、術後の影響を勘案して、軟骨除去よりもなるべく切除する部分を少なくし、現状を保持する術式が好まれる。

## 鼻形成術
鼻形成術（英：nasal plasty, rhinoplasty、独：Nasenplastik, Rhinoplastik）は、整容を目的とした隆鼻術、もしくは鉤鼻への低鼻術の他に、先天的あるいは後天的な変形のある鼻に対して再建を施すことをいう。外鼻の先天異常としては鉤鼻、斜鼻、低鼻、鞍鼻、正中鼻瘻孔と皮様嚢腫、鼻正中裂、鼻中隔彎曲症、前鼻孔閉鎖症などが対象となる。また、外鼻の軟部損傷後の変形、鼻骨骨折後の斜鼻、低鼻、鞍鼻などに対しては鼻骨骨切り術、自家組織移植術、もしくは人工材料による置換術などで修復する。

## 参考画像

アニメーション。鼻骨を赤で、それ以外の骨を半透明にして示してある[3]）
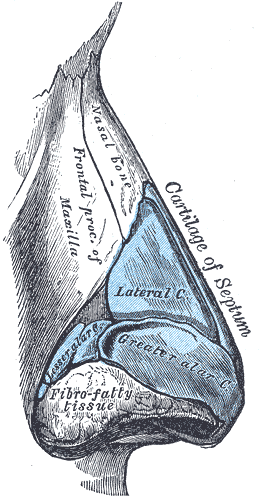
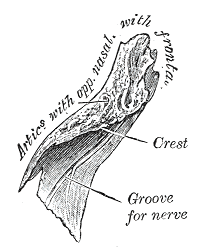
右鼻骨。内側面。
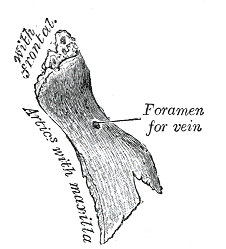
右鼻骨。外側面。